# Hypodacne punctata
Hypodacne punctata is een keversoort uit de familie dwerghoutkevers (Cerylonidae). De wetenschappelijke naam van de soort werd in 1875 gepubliceerd door John Lawrence LeConte.